# نگوین ون تام
نگوین ون تام (انگلیسی: Nguyễn Văn Tâm; ۱۶ اکتبر ۱۸۹۵ – ۲۳ نوامبر ۱۹۹۰) سیاست‌مدار اهل ویتنام بود. وی از ۶ ژوئن ۱۹۵۲ تا ۱۷ دسامبر ۱۹۵۳ نخست‌وزیر ویتنام جنوبی بود.
نگوین ون تام در ۲۳ نوامبر ۱۹۹۰، در سن ۹۵ سالگی در پاریس درگذشت.